# Cosmophasis micarioides
Cosmophasis micarioides là một loài nhện trong họ Salticidae.
Loài này thuộc chi Cosmophasis. Cosmophasis micarioides được Ludwig Carl Christian Koch miêu tả năm 1880.